# Humboldt County, Kalifornien
Humboldt County är ett county som ligger vid den klippiga kusten längst i norr i den US-amerikanska delstaten Kalifornien. År 2010 hade Humboldt County 134 623 invånare. Den administrativa huvudorten (county seat) är Eureka med 26 000 invånare. College finns i den något mindre staden Arcata. Några av städerna i Humboldt är kända för sina gamla hus i viktoriansk arkitektur. 
Den totala ytan av countyt är något mindre än Skånes: 10 495 km² (9 253 km² är land, 1 243 km² är vatten). Humboldt är ett skogbevuxet, lantligt county som svarar för 20 % av Kaliforniens totala skogsproduktion. I countyt finns dessutom mer än 40 % av alla kvarvarande redwoodträd, eller amerikansk sekvoja som de också kallas. Dessa skyddas av ett lapptäcke av federala eller delstatliga naturskyddsområden och kommunala parker. Redwood National Park ligger i countyt. 
Ursprungsbefolkningen i området var wiyotfolket, som hade levt där i flera tusen år när de första européerna dök upp för drygt 150 år sedan. Wiyot är det sydvästligaste av de folk vars språk har algiska rötter. Denna stam var bosatt från nedre delen av Mad River, över Humbodtbukten och söderut längs Eel River. Wiyoterna är framför allt kända för sin förstklassiga korgflätning, och en omfattande utställning av deras hantverk finns på museet i Eurekas gamla stadsdel.
År 1984 startade några ungdomar en årlig reggaefestival, som med åren har vuxit till sig och lockat reggaestjärnor från Jamaica, Storbritannien och Afrika. Den heter Reggae on the River och andordnas vid Eel River.